# Mackey Sasser
Pour les articles homonymes, voir Sasser.
Mack Daniel Sasser (né le 3 août 1962 à Fort Gaines, Géorgie, États-Unis) est un receveur de baseball ayant joué dans les Ligues majeures de 1987 à 1995. Il s'est aligné la plus grande partie de sa carrière avec les Mets de New York.

## Carrière
Mackey Sasser est repêché en cinquième ronde par les Giants de San Francisco en janvier 1984. C'est avec eux que le receveur dispute sa première partie dans les majeures le 17 juillet 1987. Après seulement deux matchs dans cet uniforme, il est échangé aux Pirates de Pittsburgh, qui l'obtiennent le 31 juillet suivant en retour du lanceur Don Robinson. Sasser complète la campagne en jouant quelques parties pour Pittsburgh. Le printemps suivant, les Mets de New York font son acquisition. Ces derniers cherchent un successeur au receveur étoile Gary Carter, en fin de carrière.
Sasser s'impose comme substitut de qualité à Carter, maintenant des moyennes au bâton de,285 et,291 en 1988 et 1989 pour New York. Il connaît sa meilleure saison en offensive en 1990, alors qu'il dispute un total de 100 parties avec les Mets : il affiche des records personnels de 83 coups sûrs et 41 points produits, en plus d'afficher une belle moyenne de,307. Cependant, un étrange problème appelé « yips » se met inexplicablement à affliger Sasser, qui devient incapable de relayer correctement la balle à son lanceur après un tir de ce dernier. Ses lancers deviennent erratiques, causant plusieurs erreurs défensives. Le receveur répète souvent, sans être capable de s'en empêcher, plusieurs fois le geste de lancer avant de finalement relâcher la balle. Paradoxalement, lors d'une tentative de vol, il peut décocher un relais rapide et précis sans problème. Le yips ne se manifeste que lors de l'action routinière de retourner la balle au lanceur. Le problème semble s'être déclenché après avoir été atteint à l'épaule droite par un lancer, puis après une dure collision au marbre entre le joueur des Mets et Jim Presley, des Braves d'Atlanta, lors d'une partie en juillet 1990. Éventuellement, Sasser verra de moins en moins d'action derrière le marbre et sera affecté à d'autres positions, généralement le champ extérieur. Devenu entraîneur dans un collège de l'Alabama après sa retraite des Ligues majeures, Sasser continuera d'être affecté de cette manie, qu'il ne réussit à corriger qu'en 2007 après une thérapie.
Exaspérés par ce que les médias et les partisans des Mets appellent désormais le « syndrome Sasser », le club new-yorkais laisse partir son joueur après la saison 1992. Sasser joue sporadiquement pour les Mariners de Seattle en 1993 et ajoute trois parties avec eux en 1994. Il complète sa carrière après quelques rencontres disputées pour l'une de ses anciennes équipes, les Pirates de Pittsburgh, en 1995. Il se retire après 534 parties jouées dans les majeures, au cours desquelles il aura maintenu une moyenne au bâton de,267 avec 317 coups sûrs, 16 coups de circuit, 156 points produits et 103 points marqués.